# Mestervik
Mestervik es una localidad del municipio de Balsfjord en Troms, Noruega. Se ubica en el límite sureste de Malangen, a unos 15 kilómetros al sur de Mortenhals. Aquí se localiza la Capilla de Mestervik.